# Sibusiso Vilakazi
Sibusiso Vilakazi (sinh ngày 29 tháng 12 năm 1989) là một cầu thủ bóng đá người Nam Phi thi đấu ở vị trí tiền vệ tấn công cho Mamelodi Sundowns ở Premier Soccer League. Ở Premier Soccer League 2013-2014 anh giành danh hiệu cầu thủ xuất sắc nhất mùa giải sau màn trình diễn ấn tượng suốt cả mùa. Anh cũng giành danh hiệu cầu thủ xuất sắc nhất Cúp Nedbank mùa giải 2013-2014.

Vilakazi ra mắt quốc tế cho Nam Phi vào ngày 12 tháng 10 năm 2013 trong trận hòa 1–1 trước Maroc tại Sân vận động Adrar.

## Bàn thắng quốc tế
Tỉ số và kết quả liệt kê bàn thắng của Nam Phi trước.
| #  | Ngày                | Địa điểm                                                   | Đối thủ      | Tỉ số | Kết quả | Giải đấu                 |
| -- | ------------------- | ---------------------------------------------------------- | ------------ | ----- | ------- | ------------------------ |
| 1. | 5 tháng 9 năm 2014  | Sân vận động Al-Merrikh, Omdurman, Sudan                   | Sudan        | 1–0   | 3–0     | Vòng loại CAN 2015       |
| 2. | 5 tháng 9 năm 2014  | Sân vận động Al-Merrikh, Omdurman, Sudan                   | Sudan        | 2–0   | 3–0     | Vòng loại CAN 2015       |
| 3. | 10 tháng 1 năm 2015 | Sân vận động Angondjé, Libreville, Gabon                   | Cameroon     | 1–1   | 1–1     | Giao hữu                 |
| 4. | 14 tháng 1 năm 2015 | Sân vận động Augustin Monédan de Sibang, Libreville, Gabon | Mali         | 2–0   | 3–0     | Giao hữu                 |
| 5. | 7 tháng 10 năm 2017 | Sân vận động FNB, Johannesburg, Nam Phi                    | Burkina Faso | 3–0   | 3–1     | Vòng loại World Cup 2018 |